# 崇禮設治局
崇礼设治局，民國時設置於察哈爾省的設治局，今河北省崇礼县。

## 历史沿革
民国二十三年（1934年）12月，由张北县第二区及第四区析置，局所驻太平庄。民国三十六年（1946年）5月，改县，县治改驻西湾子。